# Erpresserbrief-Layout

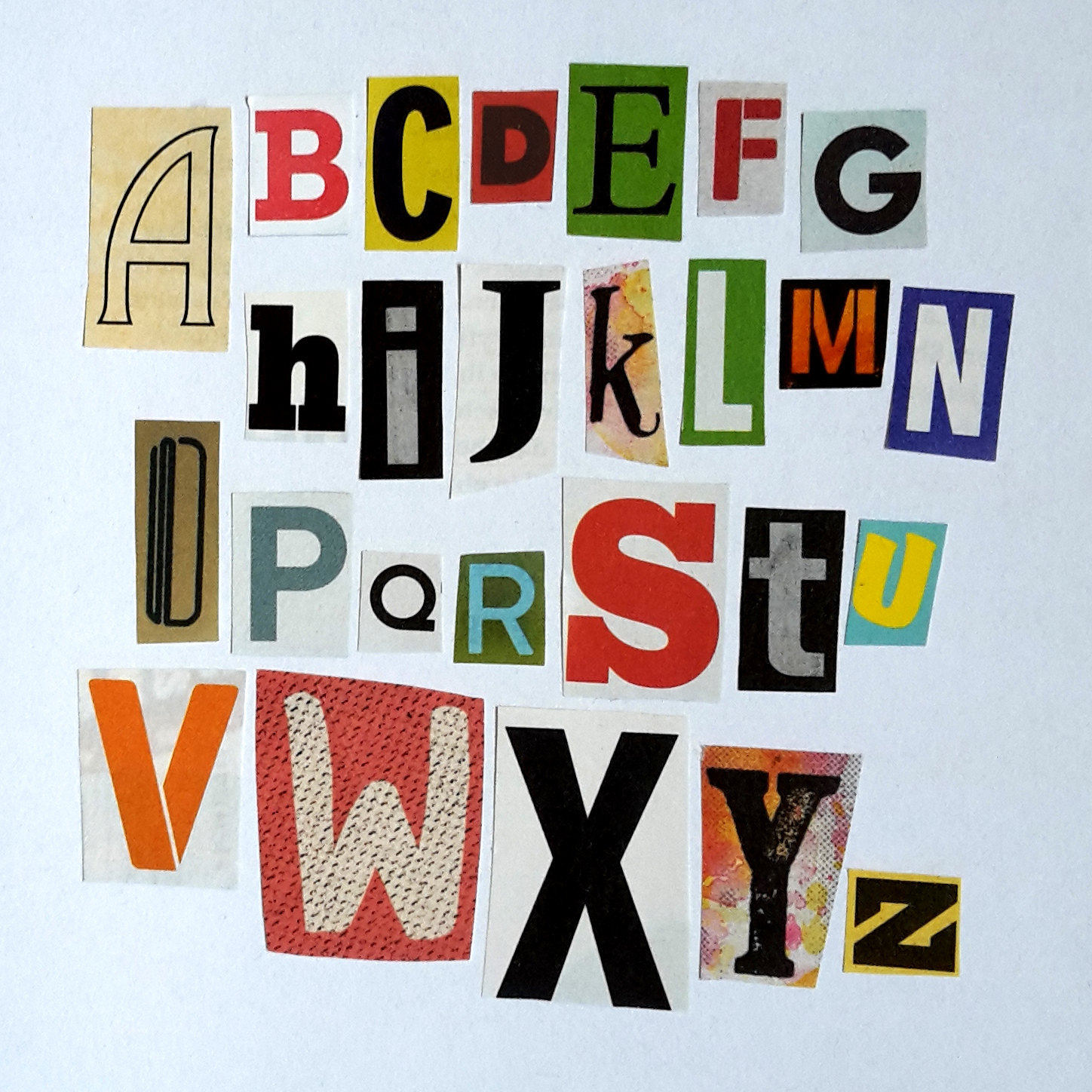
Das Alphabet im Erpresserbrief-Layout

Das Erpresserbrief-Layout, auch Erpresserbrief-Typografie, Erpresserbrief-Technik, Erpresserbrief-Stil, Erpresserbrief-Schrift oder Erpresserbrief-Effekt genannt (im Englischen ransom note style, ransom note technique, ransom note typography, ransom note lettering, ransom note effect), ist eine typografische Technik, bei der ein Text aus einzelnen, aus Zeitungen oder Zeitschriften ausgeschnittenen Wörtern, Buchstaben und Ziffern zusammengesetzt bzw. eine solche Vorgehensweise simuliert wird. So ergibt sich ein uneinheitliches Schriftbild aus unterschiedlichen Schriftarten, -größen und -farben sowie einer Mischung von Groß- und Kleinbuchstaben. Sie kann verwendet werden, um den Ursprung eines Textes zu verschleiern, um den Text schwerer lesbar zu machen, aus ästhetischen Gründen oder um mit typografischen Konventionen zu brechen. Ihre Benennung ist von der fiktionalen Darstellung von Erpresserbriefen in Film und Fernsehen geprägt, ohne aber bei realen Erpressungen eine zentrale Rolle zu spielen.

## Kriminologie

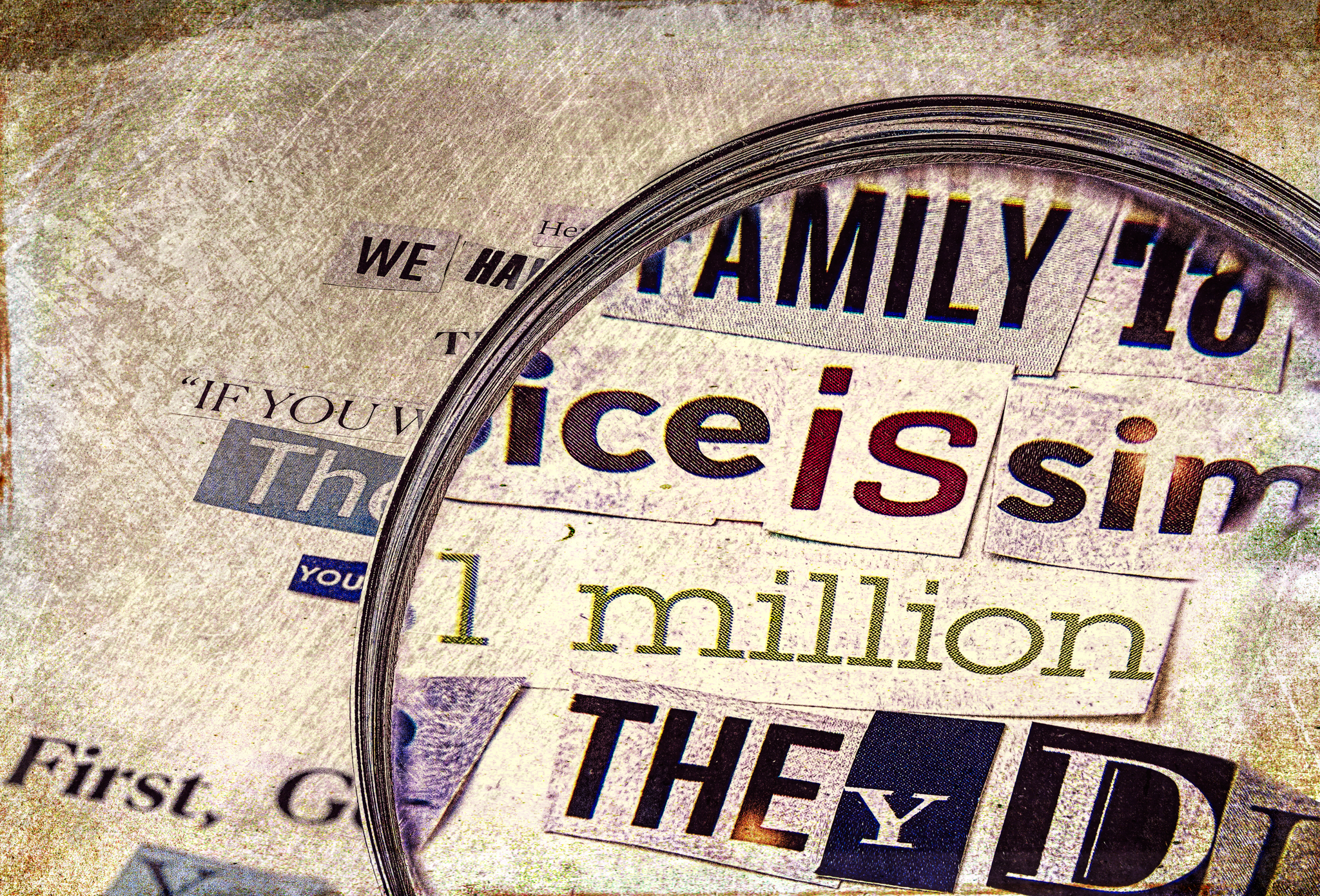
Simulation eines Erpresserbriefs

Einer verbreiteten Vorstellung nach wird die Erpresserbrief-Technik bei Lösegeldforderungen verwendet, um die Handschrift oder die Eigenheiten einer Schreibmaschine zu verschleiern. Diese Technik wird in Film und Fernsehen häufig gezeigt. In realen Erpresserbriefen kommt sie aber selten vor: Eine Untersuchung von Erpresserbriefen aus dem Bestand des Bundeskriminalamts fand unter 109 zufällig ausgewählten Briefen aus den Jahren 2007 bis 2010 nur drei, die aus Wörtern oder Buchstaben zusammengeklebt waren. So spiegelt die Assoziation mit Erpresserbriefen eher ein Bild wider, das sich durch fiktive Darstellungen von Erpresserbriefen verfestigt hat, als durch tatsächliche Erpresserbriefe.
Gelegentlich wird die Technik bei eher scherzhaften Aktionen verwendet, wie 2013 beim Diebstahl des goldenen Leibnizkekses. Hier erhielt der Gebäckhersteller Bahlsen ein vorgeblich vom Krümelmonster stammendes Bekennerschreiben, das in der Erpresserbrief-Technik angefertigt war.

## Typografie

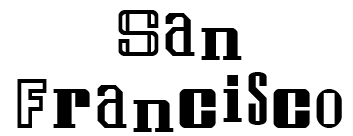
Die Schriftart San Francisco

Typografie-Ratgeber raten davon ab, zu viele verschiedene Schriftarten und -größen in einem Text zu verwenden. Ein versehentlich entstandener Erpresserbrief-Effekt wirke für die meisten Anlässe unprofessionell und erschwere das Verständnis. Ähnliches gilt auch für das Design von Fonts. Dabei sollte auf die Mischung verschiedener typografischer Charakteristika und Maßstäbe verzichtet werden, es sei denn, ein Erpresserbrief-Stil ist das gewünschte Ergebnis. Ein Beispiel für ein Font-Design mit beabsichtigtem Erpresserbrief-Effekt ist die 1984 von Susan Kare für Apple entwickelte Schriftart San Francisco, die ursprünglich in Anspielung auf Erpresserbriefe den Namen Ransom (englisch für Lösegeld) trug. 

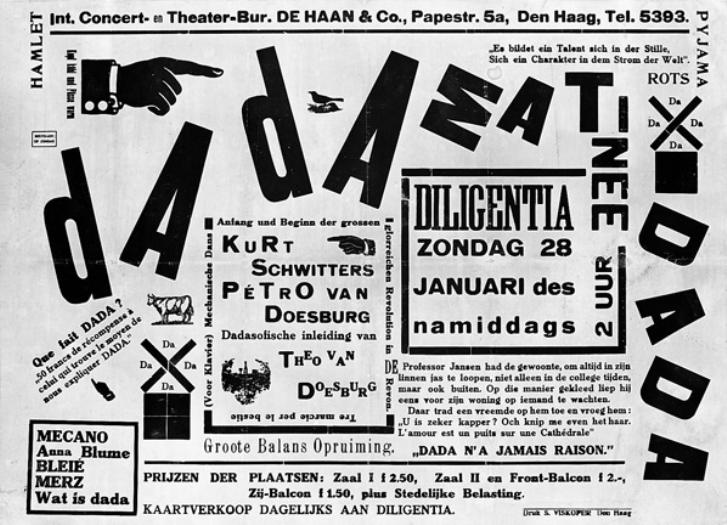
Ankündigung einer Dadamatinée in Den Haag, Theo van Doesburg, 1923

 Ungeachtet dessen wird die Kombination ungleicher Buchstaben in Design und Kunst bewusst eingesetzt, um ästhetische Konventionen in Frage zu stellen. Im frühen 20. Jahrhundert wurde das Zerteilen von Texten in ihre kleinsten Bestandteile und das Neuzusammensetzen der Buchstaben zu einem Kennzeichen dadaistischer Collagen.

Schriftzug der Sex Pistols

In den 1970er Jahren erlangte das Erpresserbrief-Layout Beliebtheit in der Punk-Szene. Das von dem britischen Künstler Jamie Reid für die Sex Pistols entworfene Cover ihres 1977 erschienenen Albums Never Mind the Bollocks, Here’s the Sex Pistols zeigt einen Schriftzug aus ungleichen Buchstaben, die kombiniert mit kontrastreichen Farben und unsymmetrischen Formen ein bewusster Bruch mit einer als harmonisch geltenden Textgestaltung waren. Für die zugehörige Single God Save the Queen verwendete Reid das gleiche Schriftdesign mit einer zusätzlichen Umrahmung jedes Buchstabens, die so noch mehr an aus der Zeitung ausgeschnittene Einzelbuchstaben erinnern. Das Brechen von Konventionen des Schriftsatzes bringt hier eine unangepasste Haltung zum Ausdruck. Die Assoziation mit einem Drohbrief ist dabei durchaus erwünscht. Das an ein selbstgemachtes Schnippellayout erinnernde Coverdesign unterstreicht die Aufrichtigkeit der Band und ihre Unabhängigkeit von der kommerziellen Musikwelt. Die von Reid entworfene Erpresserbrief-Schrift hatte einen stilbildenden Effekt. Sie entwickelte sich zum Design-Standard der Punk-Szene und findet sich auf zahllosen Covern, Postern, Flugblättern und Zines wieder. Sie wirkte auch über das Genre hinaus, etwa als The Libertines 2004 eine daran angelehnte Schrift für ihren Bandnamen auf einem Albumcover und in der Folge als Logo nutzten. Mit der Zeit fand das Erpresserbrief-Layout Eingang in den Mainstream und findet beispielsweise in der Werbung Verwendung.
Die Literaturnobelpreisgewinnerin Herta Müller gestaltete 2005 nach diesem Design das Collagenbuch Die blassen Herren mit den Mokkatassen, in dem sie aus Bildern, Wörtern und Wortteilen kurze, nicht mehr als zwanzigzeilige Gedichte zusammenklebte. Ihre Texte lassen manchmal auch Worte oder Wortteile von der Rückseite der aufgeklebten Schnipsel her durchscheinen.

## Internetsicherheit

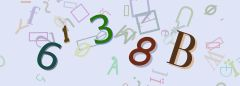
Captcha mit variierenden Schriftarten, -größen und -farben

Eine Erpresserbrief-Schrift kann genutzt werden, um eine Entschlüsselung durch elektronische Texterkennung zu erschweren. Einige Captchas variieren Schriftarten und -größen sowie die Ausrichtung der Buchstaben und Ziffern, damit der einzugebende Text für maschinelle Texterkennungssysteme nicht schnell entschlüsselbar ist, während er für Menschen lesbar bleibt.